# Convento de Santa Maria do Bouro
O Convento de Santa Maria do Bouro é um antigo convento situado na freguesia de Santa Maria do Bouro, município de Amares, distrito de Braga, em Portugal.
Em 1994 foi restaurado e parte do edifício convertido em Pousada, a Pousada de Santa Maria do Bouro.
O Convento encontra-se classificado como Imóvel de Interesse Público desde 1958.

## História
Na origem do atual edifício está uma construção que terá sido habitada por eremitas, cujo orago era São Miguel.
Em 1148 D. Afonso Henriques doou o couto à Ordem de São Bento. Em 1195 o mosteiro deixa a regra beneditina passando a reger-se pela de Cister, sob a invocação de Nossa Senhora da Assunção. Os vários edifícios monacais desenvolviam-se lateralmente à igreja de três naves, tendo como referência o claustro central.
Durante a crise de 1383-1385 o abade do mosteiro juntou 600 homens em defesa da fronteira da Portela do Homem, conseguindo suster o avanço das tropas galegas. Como reconhecimento pelo seu papel D. Nuno Álvares Pereira agraciou o abade com o título de Capitão-Mor e Guarda das Fronteiras dando-lhe a prerrogativa de poder levantar exército, sempre que considerasse necessário.
Apesar de ter prosperado rapidamente graças ao apoio real, à sua localização, e à atividade dos frades, o mosteiro veio a entrar num processo de degradação a partir do século XV, a que não terá sido alheia a instauração do regime dos abades comendatários chegando ao século XVI em estado de quase ruína.
Nos finais do século XVI, com a criação da Congregação Autónoma Portuguesa, iniciaram-se as obras de recuperação incluindo novas decorações em talha e azulejos, que prosseguiram até meados do século XVII. Invocando as suas origens, a fachada da igreja, sujeita a profundas remodelações, exibe as imagens de São Bernardo e São Bento com a virgem ao centro. Por sua vez na fachada do convento que se desenvolve perpendicularmente à igreja, encontram-se entre as varandas superiores cinco estátuas de personagens importantes na história do país e do próprio convento, com pequenas inscrições anexas: o conde D. Henrique (supõe-se que o seja apesar de ser designado ALFONSUS em vez de HENRICUS), D. Afonso Henriques (sob o reinado do qual foi fundado o mosteiro, diz a inscrição), D. Sebastião (que suprimiu a comenda do convento), o cardeal D. Henrique (que fundou a Congregação Autónoma), e D. João IV (o restaurador da monarquia portuguesa).
É reconquistada a pujança de outrora com 34 monges habitando o mosteiro e com obras de recuperação e expansão do edifício. No início do século XVIII, foi construído um novo refeitório e cozinha, bem como uma nova ala a oeste do claustro, tendo sido para aí transferido o novo acesso ao mosteiro.
Em 1834 com a extinção das ordens religiosas masculinas o mosteiro foi abandonado vindo depois a ser vendido em hasta pública a particulares.
O convento encontra-se classificado como Imóvel de Interesse Público desde 1958 (Decreto 42007, DG 265 de 6 de Dezembro de 1958). Em 2005 foi estabelecida uma Zona Especial de Protecção em torno do monumento (Portaria n.º 1277, D.R., 2ª Série, n.243 de 21 de Dezembro de 2005). (Apesar da designação oficial da classificação se referir ao imóvel como "Convento", as Ordens que o ocuparam - a de São Bento e a de Cister - tinham votos monacais, com clausura e prática da vida contemplativa pelo que a designação mais adequada seria "Mosteiro").
Não obstante as diferentes obras de restauro, ampliação e decoração, há dados seguros, baseados nomeadamente em escavações efectuadas, de que o modelo planimétrico do edifício se terá conservado "sem grandes roturas" ao longo dos séculos.
Em 1986 parte do mosteiro é adquirida pela Câmara Municipal de Amares(por 200 contos).
Em 1989 é apresentado o projecto do arquitecto Eduardo Souto Moura para adaptação a Pousada das dependências do mosteiro, cujas obras se iniciariam em 1994 sendo a pousada inaugurada em 1997.